# ODINUS
ODINUS (Origins, Dynamics, and Interiors of the Neptunian and Uranian Systems)  è una missione spaziale dell'Agenzia Spaziale Europea proposta all'interno del programma Cosmic Vision composta di due sonde gemelle, Freyr e Freyja, due orbiter, uno ciascuno per l'esplorazione di Urano e Nettuno. Le sonde spaziali, dovrebbero essere lanciate nel 2034 e giungerebbero presso Urano dopo 9 anni e Nettuno dopo 12 anni e completando le loro missioni per il 2050.